# Karamoko Dembélé
Karamoko Kader Dembélé (Londres, 22 de fevereiro de 2003), é um futebolista inglês de ascendência escocesa que atua como ponta direita. Atualmente, defende o Queens Park Rangers, emprestado pelo Brest.

## Juventude
Ele nasceu em 2003, em Lambeth, no Sul de Londres. Seus pais nasceram na Costa do Marfim. Sua família mudou-se para o norte para Escócia, no Govan em Glasgow

## Carreira
Dembélé começou a jogar futebol no Villa Park com 5 anos de idade e foi reconhecido como um prodígio. Entrou no Celtic aos10 anos, em 2013. Em julho de 2016, Dembélé foi escolhido como melhor jogador do torneio  Copa St Kevin Boys Academy.
Em 3 de outubro de 2016, Dembélé ganhou ampla atenção da mídia depois de fazer sua estreia pelo Sub-20 do Celtic, com apenas 13 anos.
Em 13 de agosto de 2024, Dembélé foi emprestado ao Queens Park Rangers por uma temporada.

## Seleção
Dembélé tem visto para representar a Escócia,  Inglaterra ou Costa do Marfim. Em 19 de outubro de 2016, ele foi convocado para a seleção da Escócia sub-16.

## Títulos

### Celtic
- Copa da Escócia: 2018–19
- Copa de Glasgow: 2018–19